# Mind Games (canción)
"Mind Games" es el tema que da título al álbum del mismo nombre del músico británico John Lennon. Publicado como sencillo en 1973, la canción fue producida por John Lennon sin la ayuda de Phil Spector, si bien puede deducirse cierta semejanza en lo relativo a la técnica de producción de Spector.

## Composión y grabación
La canción fue inspirada por el libro epónimo de Robert Masters y Jean Houston de 1972, que enfatiza el poder de la mente humana para inducir varios estados de conciencia sin la ayuda de sustancias externas. El libro presenta una serie de ejercicios que intentan maximizar el potencial de una persona para solucionar los problemas y conflictos y para motivar la creatividad, la escucha y la comunicación. Cada aplicación comienza con un ciclo de meditación seguida por las instrucciones de guía de un director. Durante el ejercicio, sólo el director puede hablar, si bien cada persona implicada en el ejercicio puede compartir los resultados de su experiencia a posteriori. La alteración de la mente se había convertido en un tema de interés para Lennon, si bien al mismo tiempo se sentía alertado por los peligros de consumir medicamentos para ello.
La grabación previa a "Mind Games" sería titulada "Make Love, Not War" y sería publicada como grabación casera en el box set de 1998 John Lennon Anthology.

## Versiones
En 2001, Kevin Spacey cantó el tema como parte del concierto tributo Come Together: A Night for John Lennon's Words and Music.
En 2006, "Mind Games" fue versionada por el grupo de pop/rock alemán MIA., así como por la banda australiana Eskimo Joe, como parte del proyecto Make Some Noise para apoyar la campaña de Amnistía Internacional.
En 2007, una versión del tema interpretada por Gavin Rossdale sería publicada como tema adicional del álbum Instant Karma: The Amnesty International Campaign to Save Darfur en la tienda de iTunes.

## Vídeo musical
En el vídeo musical creado póstumamente, se inicia con una luz brillante que se decolora. Inmediatamente, vemos a Lennon caminando alrededor de la ciudad de New York, vestido de negro con una gabardina y ataviado con un particular sombrero del mismo color con dos grandes plumas blancas.
El argumento es espontáneo e improvisado: entre los diversos escenarios, se encuentra al músico firmando autógrafos en el parque zoológico del Central Park (allí intenta alimentar a un elefante), además se presenta junto a una estatua de un águila, baila alrededor del Central Park Bandshell, etc.
Lennon compra un perro caliente y después de eso, se ve en el Beacon Theater en Broadway donde se presenta la obra "Sgt. Pepper's Lonely Hearts Club Band On The Road".
Allí hace un breve cameo en el escenario y toca el órgano. Afuera otra vez, monta un carruaje tirado por caballo a través de las calles de Manhattan.
El video concluye con Lennon visto en el lugar del principio, y termina con una luz solar brillante que se decolora hacia el pecho del artista mientras se dirige directo hacia la cámara.
La película contiene elementos del video original de 1974; "Whatever Gets You Thru The Night", película promocional del tema.
Esta cinta fue realizada por un estudiante universitario para su proyecto final de graduación, grabado hacia finales de 1973.
Es una de las pocas ocasiones en las que hay material cinematográfico de Lennon como solista (sin la presencia de Yoko Ono), para ese entonces separado de su esposa por poco más de un año.
Las 19 horas de película cruda fueron puestas para la subasta y compradas por su viuda. Posteriormente fueron editadas y utilizadas en la película “Mind Games”.

## Personal
- John Lennon: voz, guitarra, guitarra slide.
- David Spinozza: Guitarra
- Ken Ascher: teclados
- Gordon Edwards: bajo eléctrico
- Jim Keltner: batería